# 筑北村立聖南中学校
筑北村立聖南中学校（ちくほくそんりつせいなんちゅうがっこう）は、長野県東筑摩郡筑北村東条1番地にある公立の中学校である。2025年現在の生徒数は73名。「質実剛健にして道を拓く」を学校教育目標としている。

## 概要
1950年に本城村に創立され2005年10月の平成の大合併により筑北村が誕生し筑北村立聖南中学校と改称した。
2007年3月には科学技術振興機構の「サイエンス・パートナーシップ・プロジェクト」のSPP講座型学習活動に採択された。
2008年（平成20年度）に総合的な学習の時間を用いて新生代第三紀層からなる「筑北の大地を探る」研究が長野県学校科学教育奨励基金の交付を受けて行われた。
2010年には生徒会が主催となって3トンのアルミ缶の回収を行い長野県知事より循環型社会形成推進功労者知事表彰を受けた。
麻績村教育委員会により麻績村筑北村学校組合立筑北中学校（現・麻績村立筑北中学校）との将来的な統合も検討されていた。筑北村教育委員会からも2010年12月6日、中学校を2012年4月までに1つに統合する案が示された。
2014年（平成26年）筑北村は、筑北村独自の学校統合に方針を変更し、麻績村、筑北村両村の学校統合は断ち切れとなった。

## 学区
筑北村の本城地区、坂北地区。同村の坂井地区は上記の麻績村筑北村学校組合立筑北中学校が学区となっていたが、2020年4月1日から全村が通学区域になった。

## どっこい清掃
1978年より実施している清掃で、清掃の時間の間、男子生徒は一年を通して上半身裸に短パン、女子生徒は体育着で頭に手拭い、タオルを巻いて、「どっこい、どっこい」と声を出しながら雑巾がけ等を行う。かつては校内のトイレの便器を外して、「どっこい」と声を出しながら便器を磨いて清掃していた。以来、ほとんど形を変えず学校の伝統として継承されており、県内外のメディアにも取材されたこともある。